# استان باداخس

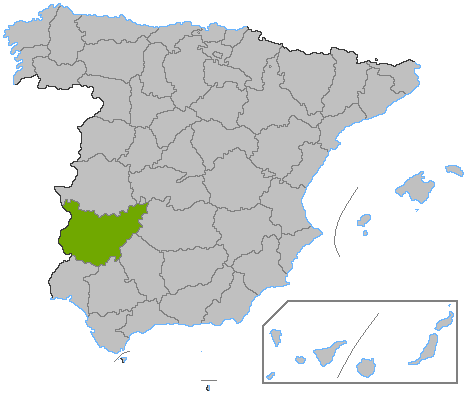
استان باداخس

باداخُس (به اسپانیایی: Badajoz)  استانی در غرب اسپانیا و در بخش خودمختار اکسترمادورا است. این استان در سال ۱۸۳۳ ایجاد شد. این استان با استان‌های تُلِدو، کاسرس، سیوداد رئال، کُردُبا، سبیا و هوئلوا هم‌مرز است.
با مساحت ۲۱، ۷۶۶ کیلومتر مربع، بزرگترین استان در اسپانیا است. در این استان ۶۲۲، ۸۰۸ (۲۰۰۲) نفر زندگی می‌کنند. مرکز آن شهر باداخس است. این استان ۱۶۵ دهستان دارد.

## توپوگرافی
هرچند که در بسیاری از قسمت‌ها تپههایی وجود دارد، سطح زمین بیشتر به صورت فلاتی خالی و یکنواخت، هموار یا نسبتاً هموار است. بزرگترین رود آن گوادیانا است. هوا در تابستان گرم و در زمستان ملایم است.